# Anchon lineatum
Anchon lineatum är en insektsart som beskrevs av William D. Funkhouser 1938. Anchon lineatum ingår i släktet Anchon och familjen hornstritar. Inga underarter finns listade i Catalogue of Life.